# Tokmak
Tokmak (ukrajinsky Токмак) je město v Záporožské oblasti na Ukrajině. Leží na řece Tokmak zhruba 98 kilometrů jihovýchodně od Záporoží, hlavního města oblasti. V roce 2022 v něm žilo 29 tisíc obyvatel. Od počátku ruské invaze na Ukrajinu je město okupováno Ruskou federací.
Sídlo bylo založeno v roce 1784 pod jménem Velykyj Tokmak (ukrajinsky Великий Токмак). Městem se stalo v roce 1938.